# Северная сумчатая летяга
Северная сумчатая летяга (лат. Petaurus abidi) — сумчатое млекопитающие семейства сумчатых летяг. Эндемик острова Новая Гвинея. Обитает только в горах Торричелли и в прилегающих районах. Впервые вид был открыт в 1981 году. Обитает в тропических горных лесах на высоте от 1000 до 1220 м над уровнем моря. Вид очень редок, за последние 30 лет было поймано всего 7 животных.

## Описание
Большая северная летяга весит 228—332 грамма. Мех шелковистый, серого цвета, на нижних участках туловища цвет бледнее, имеет темную дорсальную полоску, которая обычно начинается от головы и заканчивается у основания хвоста.